# 伊勢崎淳
伊勢﨑 淳（いせざき じゅん、1936年2月20日 - ）は、日本の陶芸家。備前焼の人間国宝。

## 経歴
1936年、伊勢崎陽山の次男として、岡山県備前市伊部に生まれる。同じく陶芸家の伊勢﨑満は兄。1959年、岡山大学教育学部特設美術科卒業。
1960年、伊勢﨑満とともに、姑耶山古窯跡に中世の半地下式穴窯を復元。1966年、日本工芸会正会員。1978年、岡山大学特設美術科講師に就任。1998年、岡山県重要無形文化財保持者に認定。社団法人日本工芸会理事および日本工芸会中国支部幹事長に就任。2004年9月2日、重要無形文化財保持者（人間国宝）認定。

## 受賞歴
- 1981年 金重陶陽賞
- 1993年 岡山県文化奨励賞
- 1996年 山陽新聞賞（文化功労賞）
- 2005年 岡山県文化賞

## 書籍
- 『備前 土と炎の輝き 伊勢崎淳』山陽新聞社、2005年。